# Forn de calç de la Cala Jugadora
El Forn de calç de la Cala Jugadora és una obra de Cadaqués (Alt Empordà) inclosa a l'Inventari del Patrimoni Arquitectònic de Catalunya.

## Descripció
Restes de l'estructura arquitectònica del que fou un forn de calç, situat al Racó dels Barrilers de la Cala Jugadora.
Es tracta d'una construcció de planta circular bastida amb blocs de pedra i morter, amb una obertura o boca per on s'introduïa la llenya.
Es troba enderrocat i parcialment cobert per la vegetació circumdant.

## Història
Informació proporcionada pels Agents Rurals: Fitxa F30 1630 (Novembre, 2014)